# Neokontjennaja povest
Neokontjennaja povest (russisk: Неоконченная повесть) er en sovjetisk spillefilm fra 1955 af Fridrich Ermler.

## Medvirkende
- Elina Bystritskaja som Jelizaveta Muromtseva
- Sergej Bondartjuk som Jurij Jersjov
- Sofia Giatsintova som Anna Jersjova
- Jevgenij Samojlov som Aleksandr Aganin
- Jevgenij Lebedev som Fjodor Ivanovitj